# Многоугольник

Различные типы многоугольников

Многоуго́льник — геометрическая фигура, обычно определяемая как часть плоскости, ограниченная замкнутой ломаной. Если граничная ломаная не имеет точек самопересечения, многоугольник называется простым. Например, треугольники и квадраты — простые многоугольники, а пентаграмма — нет.
Точки перелома ломаной называются вершинами многоугольника, а её звенья — сторонами многоугольника. Число сторон многоугольника совпадает с числом его вершин.

Правильный тринадцатиугольник — многоугольник, у которого 13 равных сторон, углов и 13 вершин.

## Варианты определений
Существуют три различных варианта определения многоугольника; последнее определение является наиболее распространённым.
- Плоская замкнутая ломаная — наиболее общий случай;
- Плоская замкнутая ломаная без самопересечений, любые два соседних звена которой не лежат на одной прямой;
- Часть плоскости, ограниченная замкнутой ломаной без самопересечений — плоский многоугольник; в этом случае сама ломаная называется контуром многоугольника.

Существуют также несколько вариантов обобщения данного определения, допускающие бесконечное число звеньев ломаных, несколько несвязных граничных ломаных, ломаные в пространстве, произвольные отрезки непрерывных кривых вместо отрезков прямых и др.

## Связанные определения
- Вершины многоугольника называются соседними, если они являются концами одной из его сторон.
- Стороны многоугольника называются смежными, если они прилегают к одной вершине.
- Общая длина всех сторон многоугольника называется его периметром.
- Диагоналями называются отрезки, соединяющие несоседние вершины многоугольника.
- Углом (или внутренним углом) плоского многоугольника при данной вершине называется угол между двумя сторонами, сходящимися в этой вершине. Угол может превосходить {\displaystyle 180^{\circ }} в том случае, если многоугольник невыпуклый. Число углов простого многоугольника совпадает с числом его сторон или вершин.
- Внешним углом выпуклого многоугольника при данной вершине называется угол, смежный внутреннему углу многоугольника при этой вершине. В случае невыпуклого многоугольника внешний угол — разность между {\displaystyle 180^{\circ }} и внутренним углом, он может принимать значения от  {\displaystyle -180^{\circ }} до  {\displaystyle 180^{\circ }}.
- Перпендикуляр, опущенный из центра вписанной окружности правильного многоугольника на одну из сторон, называется апофемой.

## Виды многоугольников и их свойства
- Многоугольник с тремя вершинами называется треугольником, с четырьмя — четырёхугольником, с пятью — пятиугольником и так далее. Многоугольник с {\displaystyle n} вершинами называется {\displaystyle n}-угольником.

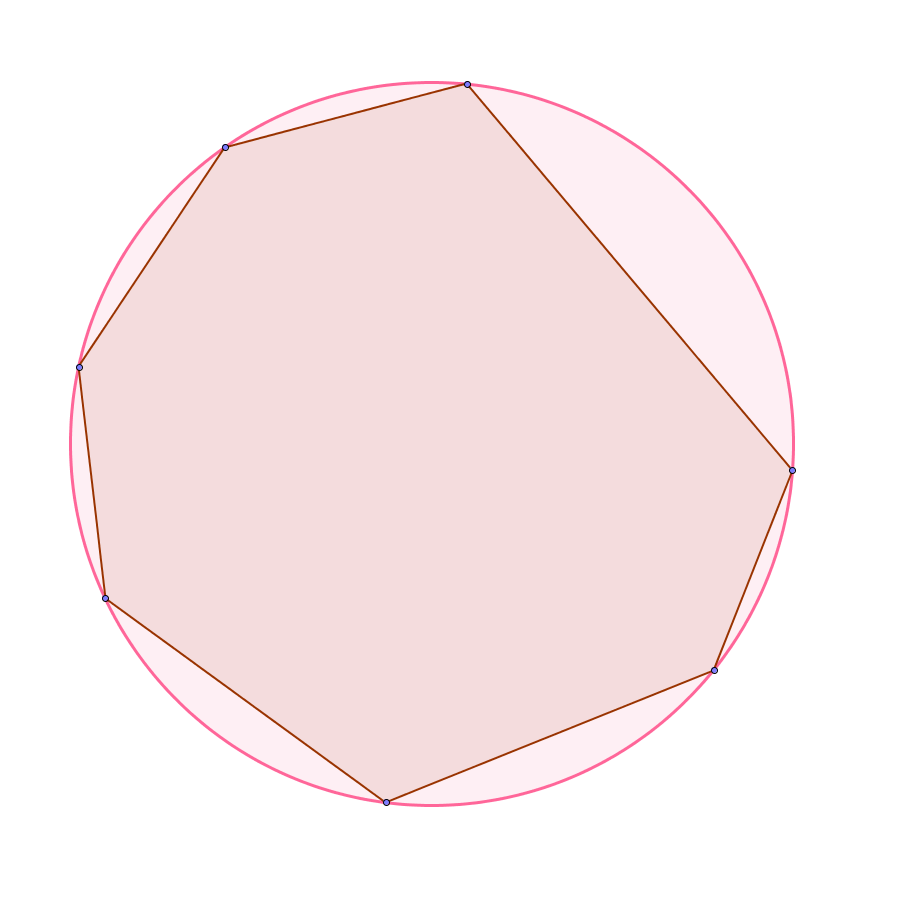
Многоугольник, вписанный в окружность

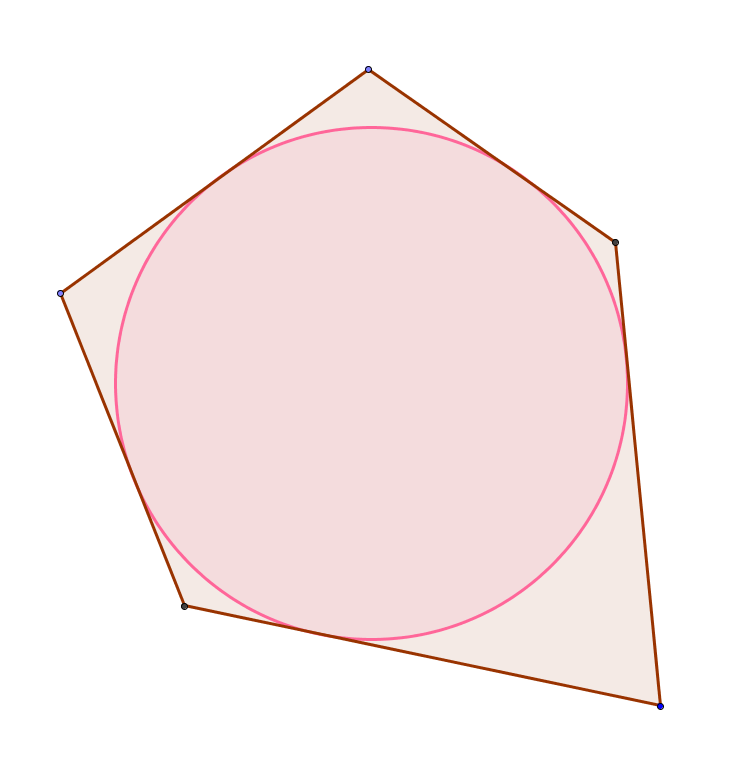
Многоугольник, описанный около окружности

- Выпуклый многоугольник — это многоугольник, который лежит по одну сторону от любой прямой, содержащей его сторону (то есть продолжения сторон многоугольника не пересекают других его сторон). Существуют и другие эквивалентные определения выпуклого многоугольника. Выпуклый многоугольник всегда простой, то есть не имеет точек самопересечения.
- Выпуклый многоугольник называется правильным, если у него равны все стороны и все углы, например равносторонний треугольник, квадрат и правильный пятиугольник.  Символ Шлефли правильного {\displaystyle n}-угольника равен {\displaystyle \{n\}}.
- Многоугольник, у которого равны все стороны и все углы, но который имеет самопересечения, называется правильным звёздчатым многоугольником, например, пентаграмма и октаграмма.
- Многоугольник называется вписанным в окружность, если все его вершины лежат на одной окружности. Сама окружность при этом называется описанной, а её центр лежит на пересечении серединных перпендикуляров к сторонам многоугольника. Любой треугольник является вписанным в некоторую окружность.
- Многоугольник называется описанным около окружности, если все его стороны касаются некоторой окружности. Сама окружность при этом называется вписанной, а её центр лежит на пересечении биссектрис углов многоугольника. Любой треугольник является описанным около некоторой окружности.
- Выпуклый четырёхугольник называется внеописанным около окружности, если продолжения всех его сторон (но не сами стороны) касаются некоторой окружности.[3] Окружность при этом называется вневписанной. Вневписанная окружность существует также и у произвольного треугольника.

## Общие свойства

### Неравенство треугольника
Неравенство треугольника влечёт, что любая сторона многоугольника меньше суммы остальных его сторон.

### Теорема о сумме углов многоугольника
Сумма внутренних углов простого плоского {\displaystyle n}-угольника равна {\displaystyle 180^{\circ }(n-2)}. Сумма внешних углов не зависит от числа сторон и всегда равна {\displaystyle 360^{\circ }.}

### Числодиагоналей
- Число диагоналей всякого {\displaystyle n}-угольника равно {\displaystyle {\tfrac {n(n-3)}{2}}}.

### Площадь
Пусть {\displaystyle \{(X_{i},Y_{i})\},i=1,2,...,n} — последовательность координат соседних друг другу вершин {\displaystyle n}-угольника без самопересечений . Тогда его площадь вычисляется по формуле Гаусса:
{\displaystyle S={\frac {1}{2}}\left|\sum \limits _{i=1}^{n}(X_{i}+X_{i+1})(Y_{i}-Y_{i+1})\right|}, где {\displaystyle (X_{n+1},Y_{n+1})=(X_{1},Y_{1})}.
Если даны длины сторон многоугольника и азимутальные углы сторон, то площадь многоугольника может быть найдена по формуле Саррона .
Площадь правильного {\displaystyle n}-угольника вычисляется по одной из формул:
- половина произведения периметра {\displaystyle n}-угольника на апофему:

- {\displaystyle S={\frac {n}{4}}\ a^{2}\mathop {\mathrm {} } \,\operatorname {ctg} {\frac {\pi }{n}}}.

- {\displaystyle S={\frac {1}{2}}nR^{2}\sin {\frac {360^{\circ }}{n}};}

- {\displaystyle S=nr^{2}\mathop {\mathrm {tg} } \,{\frac {\pi }{n}}}

где  {\displaystyle a} — длина стороны многоугольника, {\displaystyle R} — радиус описанной окружности, {\displaystyle r} — радиус вписанной окружности.

### Квадрируемость фигур
С помощью множества многоугольников определяется квадрируемость и площадь произвольной фигуры на плоскости. Фигура {\displaystyle F} называется квадрируемой, если для любого {\displaystyle \varepsilon >0} существует пара многоугольников {\displaystyle P} и {\displaystyle Q}, таких, что {\displaystyle P\subset F\subset Q} и {\displaystyle S(Q)-S(P)<\varepsilon }, где {\displaystyle S(P)} обозначает площадь {\displaystyle P}.

## Вариации и обобщения
- Многогранник — обобщение многоугольника в размерности три, замкнутая поверхность, составленная из многоугольников, или тело, ей ограниченное.